# أوتاهوهو
أوتاهوهو (بالإنجليزية: Ōtāhuhu) هي إحدى ضواحي أوكلاند في نيوزيلندا - 13 كيلومترًا (8.1 ميل) إلى الجنوب الشرقي من منطقة الأعمال المركزية، على برزخ ضيق بين ذراع ميناء مانوكاو إلى الغرب ومصب نهر تاماكي إلى الشرق.